# Тихонов, Василий Владимирович
Васи́лий Влади́мирович Ти́хонов (род. 17 апреля 1961, Тамбов) — глава города Нижневартовска, полковник внутренних войск МВД, заслуженный юрист Ханты-Мансийского автономного округа, член партии «Единая Россия», председатель Совета муниципальных образований Югры. Внук народного артиста СССР Вячеслава Тихонова

## Биография
Василий Владимирович Тихонов родился в Тамбове в 1961 году. Окончил Киевскую высшую школу МВД имени Ф. Э. Дзержинского с квалификацией «юрист», Академию народного хозяйства при правительстве России с квалификацией «экономист».
В 1981—1999 годы служил в органах внутренних дел, имеет звание полковник. В 1988 году переехал в Нижневартовск; занимался борьбой с организованной преступностью в составе югорского РУБОП.
С 1999 года работает в администрации Нижневартовска; занимал должность директора департамента муниципальной собственности и земельных ресурсов. За умение действовать, избегая публичности, получил прозвище «подземный житель». Известен жёстким стилем управления, благодаря чему договорённости возглавляемого им департамента с контрагентами исполнялись точно и в срок.
В 2005 году защитил кандидатскую диссертацию, кандидат юридических наук.
25 октября 2016 года на заседании городской Думы единогласно избран на должность мэра Нижневартовска.
В августе 2018 года был избран председателем Совета муниципальных образований Югры.

### Семья
Женат.

## Политическая карьера
Василия Тихонова, после вступления в должность, часто связывали с представителями крупного городского бизнеса и даже предполагали, что он находится под некоторым влиянием отдельных его представителей, поскольку он не входил в команду управленцев бывшего мэра Бориса Хохрякова, ни в молодой политический блок сити-менеджера Аллы Бадиной. В 2020 году президент корпорации «Славтэк» Александр Петерман рассказал, что знаком с нынешним главой города и даже часто помогал ему деньгами, когда Тихонов еще служил в органах, в том числе одолжил крупную сумму на покупку квартиры в Ницце, наличие которой мэр города отрицает.

## Награды
- Заслуженный юрист Ханты-Мансийского автономного округа — Югры.
- Ведомственные награды[1].